# Groot vingermos
Groot vingermos (Physcia stellaris) is een korstmos uit de familie Physciaceae. Hij groeit op de schors van bij voorkeur vrijstaande struiken of loofbomen, vaak op dunnere takken of in vorken. Het is afwezig in gebieden met een hogere luchtverontreiniging.

## Determinatie
Uiterlijke kenmerken
Groot vingermos is een bladvormig korstmos met een witgrijs tot grijs thallus met een diameter tot 4 cm. Het is diep ingesneden en sluit nauw aan op de grond. Soms smelten de naburige thalli samen. De lobben zijn 0,5–1,5 (zelden tot 3) mm breed. De bovenzijde, is gebroken wit of grijs, mat, vrij van soralen en isidiën, meestal zonder stof en vlekken. Het onderste oppervlak van het thallus is witachtig tot lichtbruin van kleur. De donkerbruine, deels gematteerde apotheciën hebben een diameter van 0,7–3 mm. Ze komen frequent voor. Ze hebben platte donkerbruine of bruinzwarte schijven, soms met blauwachtig stof, en een gladde of gekerfde rand. De rand heeft dezelfde kleur als het thallus.
Microscopische kenmerken
In een ascus zitten acht 2-cellige bruine ascosporen met verdikte wanden. Ze hebben een afmeting van 15–23 × 7–13 µm. Er zijn ook min of meer talrijke pycnidiën. Daar worden conidiosporen gevormd met afmetingen van 4–6 × 1 µm.
Gelijkende taxa
Groot vingermos lijkt op gemarmerd vingermos; de laatstgenoemde soort is echter gemarmerd en heeft merg met de kleurreactie K+.

## Verspreiding
Het is een wijdverspreide soort in de arctische, boreale en gematigde vegetatiezones. Behalve Antarctica, wordt het op alle continenten gevonden en ook op veel eilanden. In Europa loopt de noordelijke grens van zijn verspreidingsgebied door IJsland en de meest noordelijke delen van het Scandinavisch schiereiland. Op Groenland komt het niet voor, maar het komt voor op het eiland Qeqertarsuaq, voor de westkust.
In Nederland komt hij zeldzaam voor. Hij staat niet op de rode lijst en is niet bedreigd. 